# Rohrentgrater

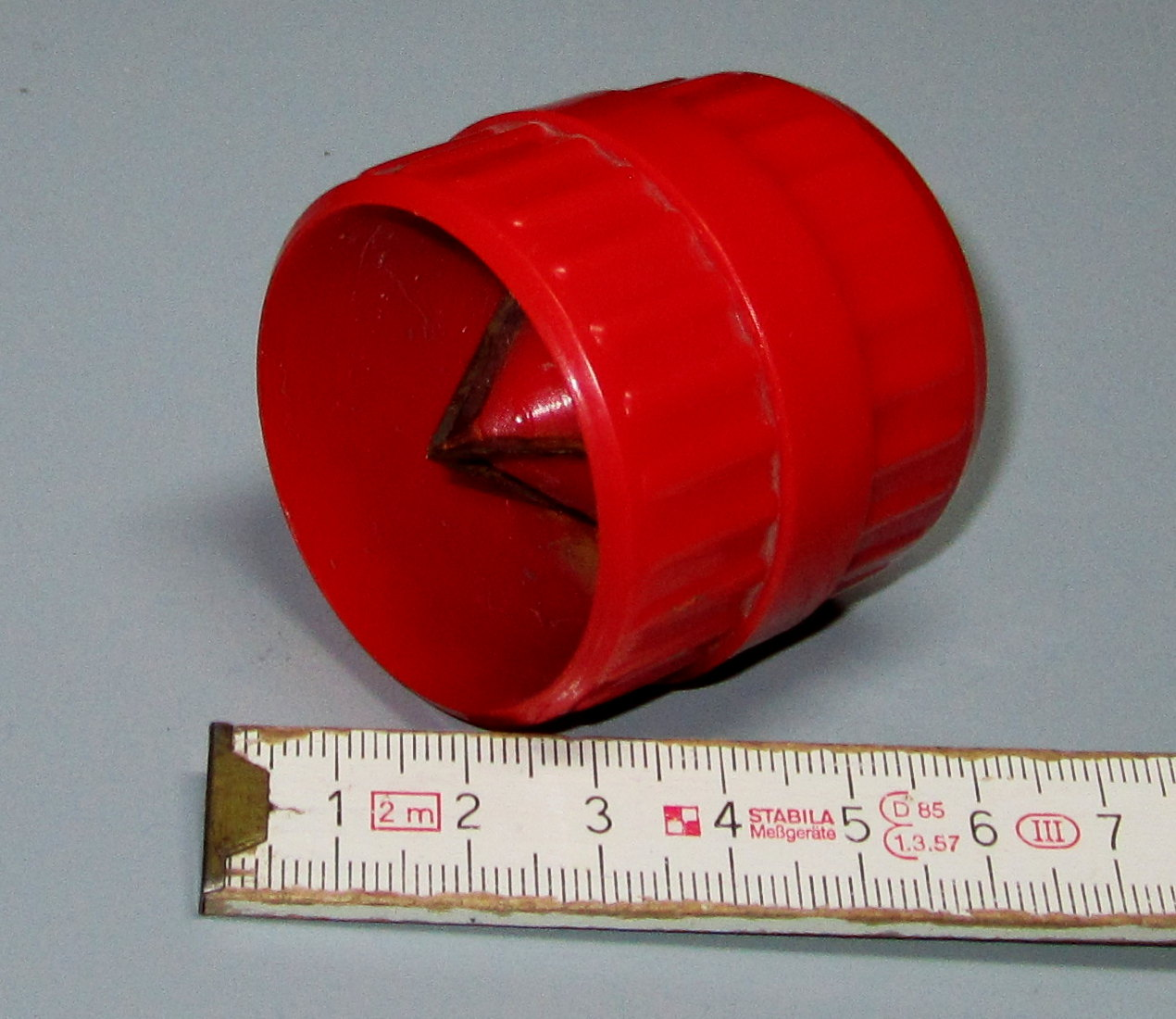
Einfacher Rohrentgrater, Sicht auf die Seite zum Entgraten des Rohrinneren

Ein Rohrentgrater (englisch pipe deburring tool), auch Handentgrater, ist ein Werkzeug, mit dem Rohre innen und außen entgratet und angefast werden.

## Aufbau
Üblich sind handgeführte Rohrentgrater für Rohrdurchmesser von ca. 5 bis 36 mm. Sie bestehen im Wesentlichen aus einem als Griff dienenden Zylinder, in dem sich innen kegelförmig angeordnete Schneiden befinden. Die Schneiden auf der Kegelaußenseite bilden einen Senker mit dem das Rohr innen entgratet wird, die der Kegelinnenseite dienen zum Entgraten und Anfasen des Rohres von außen. Durch die Kegelform wird das zu entgratende Rohr zentriert, bei Drehung des Rohrentgraters entfernen die Schneiden den Grat.
Insbesondere beim Verbinden von Rohren mit Pressfittings ist das Entgraten und Anfasen der Rohrenden sehr wichtig, um die Dichtung des Fittings beim Einstecken des Rohres nicht zu beschädigen.